# Вихокен-стрит
Ви́хокен-стрит (англ. Weehawken Street) — небольшая улица в районе Вест-Виллидж в боро Манхэттен, Нью-Йорк.
Вихокен-стрит ограничена Западной 10-й улицей и Кристофер-стрит. К западу от улицы расположена Вест-стрит, к востоку — Вашингтон-стрит. На территории улицы находилась тюрьма Ньюгейт (англ. Newgate State Prison), построенная в 1796-97 годах. В 1829 году она была снесена. На освободившемся участке была проложена улица. В 1834 году на ней открылся продовольственный рынок, на котором торговали фермеры из Вихокена. Официально он назывался Гринвич-Маркет, а неофициально — Вихокен-Маркет. По нему улица и получила своё название. Рынок просуществовал всего 10 лет, и в 1844 году его имущество было распродано. В разное время здания улицы использовались под жилые помещения, конюшни, пансионы, питейные заведения, под ведение морского и транспортного бизнеса, магазины одежды и т. д. В мае 2006 года всем зданиям на Вихокен-стрит был присвоен статус исторической достопримечательности.